# Convenio sobre el derecho de sindicación y de negociación colectiva
El Convenio relativo a la aplicación de los principios del derecho de sindicación y de negociación colectiva, o Convenio sobre el derecho de sindicación y de negociación colectiva (Convenio n.º 98), es un convenio de la Organización Internacional del Trabajo (OIT) que protege el derecho de sindicación y de negociación colectiva.
El Convenio 98 es uno de los ocho convenios fundamentales de la OIT, y es contraparte del Convenio sobre la libertad sindical y la protección del derecho de sindicación (Convenio 87) de la OIT en el tema de la libertad de asociación.

## Ratificación
Hasta 2016, el convenio ha sido ratificado por 164 de los 187 Estados miembros de la OIT.
Los Estados que no ratificaron el convenio son:
- Afganistán
- Arabia Saudita
- Baréin
- Brunéi
- Canadá
- China
- Corea del Sur
- Emiratos Árabes Unidos
- Estados Unidos
- India
- Irán
- Islas Cook
- Islas Marshall
- Laos
- Birmania
- Omán
- Palaos
- Catar
- Tailandia
- Tonga
- Tuvalu
- Vietnam